# Gare de Vienne
Gare de Vienne – stacja kolejowa w Vienne, w departamencie Isère, w regionie Owernia-Rodan-Alpy, we Francji, na linii Paryż – Marsylia. Została otwarta w 1854.